# Machos
Machos es una telenovela chilena emitida por Canal 13 desde el 10 de marzo hasta el 27 de octubre de 2003. Fue creada y producida por Verónica Saquel y dirigida por Herval Abreu. Se enfoca en la historia de una familia acomodada y conservadora de Viña del Mar que enfrenta la homosexualidad de uno de los hermanos, el machismo y la infidelidad. Es protagonizada por Héctor Noguera, Liliana Ross, Cristián Campos, Rodrigo Bastidas, Felipe Braun, Jorge Zabaleta, Gonzalo Valenzuela, Diego Muñoz y Pablo Diaz del Rio.
Esta fue la primera telenovela producida por Canal 13 tras la crisis que vivió su área dramática a comienzos de la década de 2000, luego de varios fracasos. No obstante, Machos en un comienzo obtuvo un segundo lugar de audiencias frente a Puertas adentro, la telenovela de TVN en el mismo horario, hasta alcanzarla y convertirse en la segunda ficción más vista de la televisión chilena tras Amores de mercado de 2001.  Posteriormente, fue emitida en varios países y fue adaptada en México por TV Azteca.

## Argumento
El patriarca de esta familia es Ángel Mercader (Héctor Noguera), un médico general de 65 años, ya retirado, machista y manipulador, que está casado con la dulce Valentina (Liliana Ross). La pareja posee siete hijos, todos hombres, entre los 42 y los 18 años. Los siete hijos deben enfrentarse a lo largo de la narración al autoritarismo establecido por su padre. Sin embargo, se refugian en la crianza que durante años les ha dado Imelda Robles (Teresita Reyes) el ama de llaves de la casa y considerada como una segunda madre de estos hermanos. 
Alonso Mercader (Cristian Campos), de 42 años, es el hijo primogénito; es un exitoso arquitecto y profesor universitario que ha tenido problemas para superar la muerte de su esposa Catalina (fallecida 10 años antes) hasta que conoce a Sonia (Carolina Arregui), una humilde vendedora de empanadas en Concón, sin saber que ella ha sido amante de su padre durante doce años. Por ser el mayor, sus hermanos lo consideran como un segundo padre.
Armando (Rodrigo Bastidas), 38 años, el único de los hijos de Don Ángel que está casado al inicio de la historia, sufre una grave crisis matrimonial cuando pierde su trabajo y debe regresar con su hijo, Andresito (José Jiménez), y su esposa, Consuelo (Viviana Rodríguez), a la casa familiar. Posteriormente, Armando debe enfrentarse a sus propios prejuicios cuando su mujer se convierte en el sustento económico de la familia hasta que por casualidad conoce a Pilar (Berta Lasala), una mujer madre de un niño que es amigo de su hijo Andrés, esto hace que ambos se enamoren mutuamente, pero también que este hombre se confunda entre su esposa y la madre del amigo de su pequeño hijo.
Ariel (Felipe Braun), el tercer hijo de 33 años, regresa a Chile tras vivir diez años en Barcelona con el fin de recuperar la relación con su familia, la cual desconoce totalmente que su padre lo expulsó de la familia a sus 22 años de edad debido a su homosexualidad. Irónicamente, siendo la oveja negra de la familia, ha cumplido el gran sueño de su padre: dedicarse a la cardiología, pero también a la pediatría. Adicionalmente y bajo esa misma ironía, el se roba el corazón de Ursula (Aranzazú Yankovic), una joven que trabaja en el negocio de otro de sus hermanos, la cual desconoce totalmente la orientación sexual del hombre que desea.
Álex (Jorge Zabaleta), 30 años, es el cuarto hijo y por consiguiente el central. Es un hombre mujeriego y amante de la bohemia que es propietario de un concurrido bar en la bahía viñamarina, nunca fue un profesional e intenta conquistar a Fernanda (María Elena Swett), la profesora que trabaja en la casa familiar en ayuda de su sobrino, esto mientras mantiene un romance furtivo con Mónica (María José Prieto), la novia de su mejor amigo y socio del bar Benjamín (Juan Pablo Bastidas) e hija de Estela (Maricarmen Arrigorriaga) una de las mejores amigas de su madre, y con Soraya (Mariana Loyola), la segunda empleada de la casa de sus padres. 
Adán (Gonzalo Valenzuela), el quinto hijo de 25 años, es el favorito de su padre y también se ha dedicado a la carrera de medicina, pero a diferencia de su progenitor y de uno de sus hermanos, optó por la rama de ginecología. Él empieza la historia siendo novio de Belén (Íngrid Cruz), una muchacha rebelde que es hermana de Benjamín y por consiguiente hija de Fanor (Alejandro Castillo) y Josefina (Solange Lackington), quienes son un matrimonio amigo de los Mercader-Fernandez. Sin embargo, con el tiempo se enamora de Fernanda, la mencionada profesora particular de su sobrino Andrés, por lo que debe enfrentar a Álex y sus propios traumas sexuales que lo mantienen virgen a dicha edad. 
Amaro (Diego Muñoz), el sexto hijo de 23 años, es un estudiante de Arquitectura en la universidad, un hombre muy responsable y se enamora perdidamente de una de sus profesoras, Isabel Fuller (Adriana Vacarezza), la cual es veinte años mayor que él. Paradójicamente, Amaro se reencuentra con Manuela (Macarena Teke), una compañera de universidad que fue su novia de adolescencia, ella se vuelve a enamorar de él y no sabe que su ex amado solo se reconciliará con ella para ocultar el secreto de su verdadero amor por la profesora. Manuela en cambio, con tal de no volver a perder a Amaro (aunque en el pasado solo fue porque ella partió a estudiar fuera del país), será capaz de urdir un plan con tal de separar a este muchacho de la docente.
Finalmente Antonio (Pablo Díaz), es el menor de todos los hermanos y el más rebelde. Antonio es un irresponsable joven de 18 años, que está cursando el último año de educación secundaria y que se enamora de Madonna (Lorena Capetillo), la hija de Clemencia (Marcela Medel), la empleada doméstica de los Cruchaga. Pero también este muchacho tendrá que soportar los constantes coqueteos de Kiara (Carolina Varleta), la hija menor de Estela y por ende hermana de Mónica, la cual está dispuesta a luchar por el hombre que desea, eso hasta conocer a Kevin "El Chino" (Oscar Garcés), un joven pescador de la Caleta de Horcón quien comienza a cortejarla, pero Kiara lo rechaza por su condición socioeconomica.
Con el paso de los capítulos, los diferentes nudos dramáticos se agudizan al acercarse el final de la primera etapa. La estructura familiar se ve remitida por la aparición de Alicia (Elvira López), hija ilegítima de Ángel con la prostituta Mirna (Nelly Meruane), quien intenta recuperar el sitio que le corresponde dentro de su familia, por lo que debe enfrentarse al rechazo de su padre y sus hermanos. 
Luego, Ariel le confiesa a sus hermanos su homosexualidad, la cual hasta ese momento permanecía oculta, esto genera un fuerte impacto en su familia y el inmediato rechazo de sus hermanos mayores Alonso, Armando y especialmente Alex, quien con una actitud matonesca y evidentemente homofóbica lo agrede brutalmente en presencia de su padre y ocultándole a su madre lo ocurrido. Sin embargo pese a lo impactante de la noticia, Ariel logra el apoyo de sus tres hermanos menores Adán, Amaro y Antonio quienes inmediatamente le demuestran lealtad pese al rechazo de su padre y sus hermanos mayores.
Posteriormente, a Valentina le diagnostican un cáncer de mama terminal que hace que deba ayudar a sus hijos a liberarse del yugo paterno; tras su trágica muerte se descubre otro gran secreto, en donde Alonso se entera de que Sonia había sido amante de Ángel durante 12 años, esto provoca un rotundo quiebre en la familia, por lo que los hijos, en lealtad con su hermano mayor al considerarlo como un segundo patriarca para ellos, finalmente abandonan a su padre, sin embargo en el final de la serie logran perdonarlo, aceptar a Alicia y aceptar también la orientación sexual de Ariel, quien no solo consigue perdonar a su padre, sino también a dos de sus hermanos.

## Elenco
- Héctor Noguera como Ángel Mercader.[3]
- Liliana Ross como Valentina Fernández de Mercader
- Cristián Campos como Alonso Mercader.
- Rodrigo Bastidas como Armando Mercader.
- Felipe Braun como Ariel Mercader.
- Jorge Zabaleta como Álex Mercader.
- Diego Muñoz como Amaro Mercader.
- Gonzalo Valenzuela como Adán Mercader.
- Pablo Díaz como Antonio Mercader.
- Carolina Arregui como Sonia Trujillo.
- Viviana Rodríguez como Consuelo Valdés.
- María Elena Swett como Fernanda Garrido.
- María José Prieto como Mónica Salazar.
- Íngrid Cruz como Belén Cruchaga.
- Mariana Loyola como Soraya Salcedo.
- Alejandro Castillo como Fanor Cruchaga.
- Solange Lackington como Josefina Urrutia.
- Maricarmen Arrigorriaga como Estela Salazar.
- Adriana Vacarezza como Isabel Füller.
- Teresita Reyes como Imelda Robles.
- Marcela Medel como Clemencia Ríos.
- Renato Münster como Pedro Pablo Estévez.
- Berta Lasala como Pilar Ponce.
- Juan Pablo Bastidas como Benjamín Cruchaga.
- Aranzazú Yankovic como Úrsula Villavicencio.
- Sergio Silva como Lucas Farfán.
- Lorena Capetillo como Madona Ríos.
- Carolina Varleta como Kiara Salazar.
- José Jiménez como Andrés Mercader.
- Pía Muñoz como Agustina Mercader.
- Francisco Oliva como Juan Pablo Mercader.
- Fernanda Arratia como Valentina Mercader.
- Sebastián Arancibia como Nicolás Ponce.
- Mauro Oyarzun como Mauro Mercader.

## Participaciones
- Elvira López como Alicia Mercader.[4]
- Nelly Meruane como Mirna Robles.
- Remigio Remedy como Raimundo Fernández.
- Pamela Villalba como Tatiana Romero.
- Teresa Münchmeyer como Chita Reyes.
- María Elena Duvauchelle como Bernarda Bravo.
- Pedro Vicuña como Carlos Garrido.
- Coca Rudolphy como Ema Salinas.
- Antonella Ríos como Yolanda "Yoly" Salcedo.
- Cristián Guzmán como Gustavo Heredia.
- Macarena Teke como Manuela Silva.
- Felipe Hurtado como Ignacio "Nacho" Osa.
- Paulina de la Paz como María José "Cachorra" González.
- Leonardo Álvarez como Diego Bernales.
- Constancia González como Cristina.
- Rosa Ramírez como Jacinta Montero, proxeneta de la Casa Granate.
- Fernando Gómez como René Sandoval.
- Emilio García como Sammy.
- Catherine Mazoyer como Paula Jiménez.
- Alejandro Trejo como Víctor Benavides.
- Óscar Garcés como Kevin "Chino" Heredia.
- Sebastián Dahm como Javier Cocco.
- Rubén Darío Guevara como Joaquín Fernández.
- Francisca Márquez como Clarita Manríquez.
- Arturo Ruiz-Tagle como Mauro Salcedo.
- Patricia Iribarra como Tía Nena, madre de Soraya.
- Sergio Gajardo como Padre de Soraya.
- Clara Brevis como Abuela de Soraya.
- Nicolás Fontaine como Julián Pérez.
- Reinaldo Vallejos como Inversionista AGD&T.
- Víctor Rojas como Tío Washington Salcedo.
- Gabriel Maturana como Dr. Max Hernández.
- Sergio Madrid como Médico de Valentina.
- Osvaldo Lagos como Tío Sebastián.
- Cecilia Hidalgo como Lourdes.
- Sergio Rojas como Freddy.
- Humberto Gallardo como Sacerdote.
- Cristián Gajardo como Cholo Salcedo.
- Néstor Castagno como Director del colegio.
- Teresa Berríos como Rosita, amiga de tía Chita.
- Hugo Vásquez como Patricio.
- Yamén Salazar como Profesor de Andrés y Nicolás.
- Macarena Bastarrica como Secretaria de Bernarda.
- Carlos Araya como Jefe de Josefina.
- Magdalena Ahumada como Evelyn Urquieta.

## Equipo técnico
- Productora ejecutiva: Verónica Saquel
- Autora: Verónica Saquel
- Libretista(s): Pablo Illanes, Coca Gómez, Sebastián Arrau
- Director general: Herval Abreu
- Productora general: Marisol Morales
- Director(es): Eduardo Pinto, Roberto Rebolledo
- Productor: Javier Goldschmied
- Arte: Carlos Leppe
- Editor: Soledad Rojas

## Recepción
Machos fue una arriesgada apuesta tomada por Canal 13 tras los fracasos de sus últimos proyectos dramáticos: Piel canela no sacó ni un cuarto de la sintonía de su competencia directa, Amores de mercado de TVN, en 2001, y Buen Partido no superó los ocho puntos de sintonía promedio. Con el fin de potenciarla, el canal utilizó una campaña publicitaria donde mostraban a sus protagonistas (Ángel Mercader y sus siete hijos) haciendo un estriptis similar al de la película The Full Monty, para luego dar paso a comerciales interpretando una escena de la película Reservoir Dogs de Quentin Tarantino. Con el inicio de la temporada estival, la publicidad aumentó y se aprovechó la cobertura mediática entregada por el XLIV Festival Internacional de la Canción de Viña del Mar, realizado en la misma ciudad en que se desarrolla la obra dramática.
La fuerte campaña publicitaria, principalmente enfocada hacia el público más joven, hizo que se convirtiera en la favorita de la prensa. Cerca de las 19.30 del 10 de marzo de 2003, Machos fue estrenada y pese al favoritismo, cayó frente a Puertas adentro por una diferencia de sintonía promedio de 33,9 puntos contra 35,6. Pero la sintonía de Machos fue considerada un éxito por el hecho de acortar la distancia que en ocasiones anteriores era casi de cuatro veces. No obstante, con el paso de las semanas Machos logró sobrepasar a Puertas Adentro, en lo que sería la primera derrota de una producción del primer semestre de Televisión Nacional desde 1993.

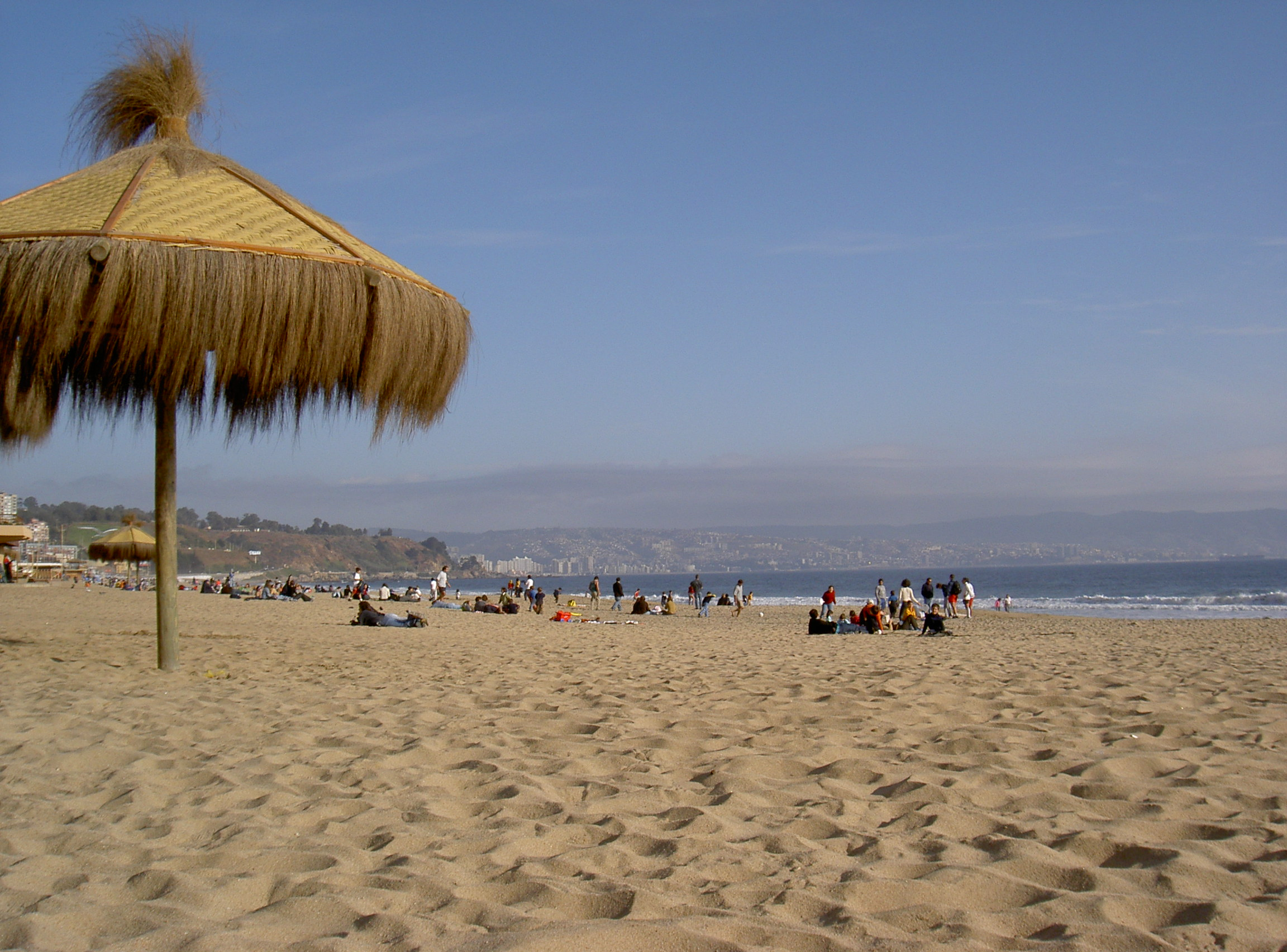
Las playas de Viña del Mar fueron ampliamente utilizadas en escenas de la producción dramática, especialmente las relacionadas con Álex Mercader, el cual era dueño de un bar en el borde costero.

Aunque Puertas adentro mantuvo un público fiel producto de la larga trayectoria de su elenco, Machos se convirtió en un referente mediático al igual que el programa de telerrealidad Protagonistas de la fama, que era transmitido por Canal 13 en conjunto a la telenovela. Así por ejemplo, la homosexualidad (que hasta esa fecha era tabú en una sociedad tan conservadora como la chilena) se convirtió en un tema de discusión a nivel nacional gracias a la orientación sexual declarada por el personaje de Ariel Mercader, la cual solamente era referenciada en la obra dramática pero de la cual nunca se mostraron detalles, mientras en su competencia uno de los nudos dramáticos era la convivencia de una pareja homosexual de mayor edad. Machos, pese a la conservadora aproximación que tuvo a la homosexualidad, permitió el inicio de la apertura de la televisión hacia el mundo gay, que después sería retomado por telenovelas como Cómplices, iniciando un proceso de apertura y liberalización sobre este tema en la televisión chilena que continuó.
El éxito de Machos se afianzó tras el fin de Puertas adentro. Pecadores inicialmente no logró capturar a la audiencia de su antecesora y la sintonía de Machos continuó creciendo. Su historia fue extendida de sus cinco meses iniciales a cerca de ocho y se dio inicio a una nueva campaña publicitaria con el eslogan «Machos el final, cada día más brutal». Con ello, se aumentó la intensidad en la historia con temas de connotación pública. Los diarios nacionales comenzaron a publicar en sus portadas los principales avances de la historia e incluso, las atenciones clínicas relacionadas con el cáncer aumentaron tras el diagnóstico de esa enfermedad en Valentina y que derivó en su muerte.
El final de la telenovela marcó cifras históricas de sintonía el 27 de octubre de 2003, con un promedio de 53 puntos —el mismo que obtuvo el final de Pampa Ilusión— y un peak de 63 puntos, siendo superado únicamente por las cifras del último capítulo de la telenovela más exitosa desde la introducción de las mediciones digitales, Amores de mercado. Tras su fin, Canal 13 programó una repetición resumida denominada Machos Gold para enfrentar a Pecadores; sin embargo, esta última logró subir su sintonía y derrotarla. Posteriormente, Machos fue repetida nuevamente por el mismo canal en 2006, lo que desató críticas por parte de los actores por considerar «muy pronta» esta reedición; la sintonía en dicha oportunidad no acompañó a la producción, que fue trasladada a la madrugada. Mientras que su tercera repetición tuvo lugar en 2021, pero enfrentó críticas en redes sociales ya que se cambió gran parte de la banda sonora original por problemas de derechos de autor.
Esta telenovela dio un nuevo impulso para el área dramática de Canal 13, que tras años de una incomparable supremacía de su símil de TVN, volvería a disputar de igual a igual en la guerra de las teleseries. Hippie fue su sucesora y utilizó a gran parte del elenco de Machos; siguiendo una estrategia similar a la utilizada el año anterior, Canal 13 utilizó una fuerte campaña publicitaria enfocada al público joven. Hippie comenzó el 2004 superando a Los Pincheira aprovechando el éxito dejado por su antecesor, pero los problemas que tuvo esta producción sumado a la reformulación que tuvo el equipo de Vicente Sabatini en Televisión Nacional, hizo que se revirtieran los resultados.

### Premios y nominaciones

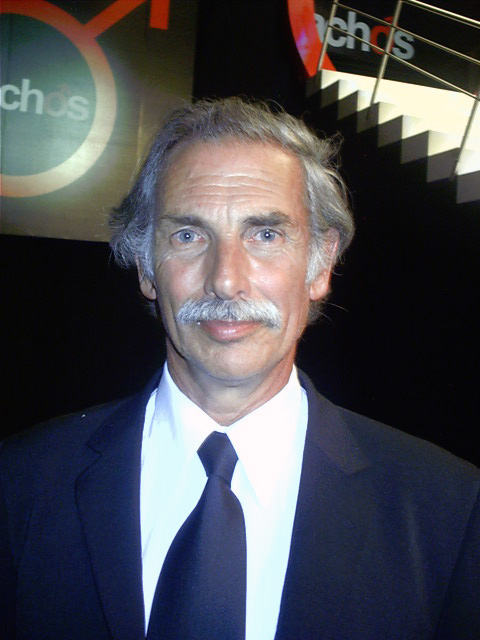
Héctor Noguera como Ángel, el padre de la familia Mercader.

Machos recibió varios premios. En los Premios APES, fue nominada como «Mejor producción dramática», mientras que Héctor Noguera y Felipe Braun lo hicieron en la categoría «Mejor actor principal», Carolina Arregui y Liliana Ross en su contraparte femenina y Lorena Capetillo como «Mejor proyección actoral». Finalmente, tanto la serie como Noguera, Ross y Capetillo obtuvieron galardones. Machos incluso fue nominada como «Mejor serie dramática» para los Premios Emmy Internacional 2003.
En los Premios Altazor, entregados el 5 de abril de 2004, Machos obtuvo dos premios: mejor director de producción dramática para Herval Abreu y mejor actriz para Mariana Loyola por su rol de Soraya. Sin embargo, fue un bajo resultado considerando las ocho nominaciones iniciales: mientras el equipo perdió el premio a mejor guion (que obtuvo la serie infantil 31 minutos), Héctor Noguera y Jorge Zabaleta perdieron el de mejor actor frente a José Soza de Puertas Adentro. Loyola superó en tanto a las nominaciones de sus compañeras Liliana Ross, Teresita Reyes, Solange Lackington y Carolina Arregui.
Machos también fue nominado en el concurso Chile elige, organizado por Televisión Nacional de Chile en 2006. Tras ser nominada como una de las diez mejores telenovelas del país, Machos quedó como una de las dos finalistas. En la votación final del público, Machos obtuvo el segundo lugar con el 47,32 %, tras Los Pincheira de TVN.

## Emisión internacional
Machos fue transmitida en varios países de Hispanoamérica y Europa, aunque con resultados disímiles. Además, en varios países de habla hispana se emitió una versión doblada para poder acercarse al público local debido a la dificultad para poder entender el español chileno empleado por los personajes.
En Argentina fue transmitida durante 2005 con un bajo promedio de 3,8 puntos de sintonía, mientras que en España alcanzó un éxito moderado durante sus primeras semanas, llegando a estar entre los 10 programas más vistos del país, pero prontamente comenzaron a descender las cifras hasta el fin de la serie. En Uruguay alcanzó gran éxito, con una audiencia de 140 000 personas y 13,6 puntos de sintonía promedio; mientras que la mayor alza la tuvo el 28 de julio de 2004 donde alcanzó 20,1 puntos, la más alta sintonía para una telenovela en aquel entonces. En Paraguay alcanzó un total de 14,7 puntos de índice de audiencia promedio.[cita requerida]
- Argentina: América TV[18]/ Multicanal TV (2006).
- Bolivia: Bolivisión.[21]
- Costa Rica: Repretel Canal 6.[22]
- Ecuador: Teleamazonas.[23]
- El Salvador: Canal 12.
- Guatemala: Canal 11.
- Panamá: TVN.
- Paraguay: Multicanal TV (2004).
- Puerto Rico: Telemundo.
- Uruguay: Saeta TV Canal 10.
- Estados Unidos: Pasiones TV y Latinoamérica Televisión.
- República Dominicana: Tele Antillas.
- Bosnia y Herzegovina: BN TV (título: Zavodnici).
- Croacia: RTL Televizija (título: Macho Muškarci).[24]
- España: La 1.[19]
- Lituania: LNK (título Mačos. Merkaderų šeimos vyrai).[25]
- Polonia: Visión2.
- Rusia: Domashniy (título: Страсти).[26]
- Serbia: BK TV (título: Заводници).
- Bulgaria: NOVA (título: Мъжкари).
- Israel: Viva.

## Banda sonora
Para la musicalización de la teleserie, diversos temas fueron utilizados destacando el tema principal homónimo, creado especialmente para la obra dramática e interpretado por Víctor Flores. Aunque no fue el tema principal, Little Green Bag de George Baker se popularizó durante la etapa promocional de la serie e identificándola tanto como su tema principal.
Una serie de temas, principalmente en español, fueron utilizados para identificar a los principales personajes e historias dramáticas. Algunas alcanzaron gran popularidad a nivel nacional como el tema A veces de la banda argentina Mambrú, utilizada durante las escenas de Álex Mercader. Otros temas que identificaban a los personajes eran El hijo del Capitán Trueno de Miguel Bosé (para Ariel Mercader), Ámame de Alexandre Pires y Eres mi religión de Maná, ambos para Fernanda y Adán.
Debido al éxito de la telenovela, un disco recopilatorio fue editado y vendido en Chile en los supermercados Líder a $3.990 (cerca de US$5,8 de la fecha), con un tiraje de 150 mil ejemplares. Un segundo disco fue lanzado tras el alargue de la serie y otro fue editado especialmente para España, donde parte de la banda sonora fue cambiada.
| \| Intérprete \| Tema \| Personaje(s) \| Actor(es) \| \| ------------------ \| -------------------------- \| ------------------ \| --------------------------------------- \| \| Alexandre Pires \| Aquí nada es igual \| Armando y Consuelo \| Rodrigo Bastidas y Viviana Rodríguez \| \| Alexandre Pires \| Ámame \| Adán y Fernanda \| Gonzalo Valenzuela y María Elena Swett \| \| Bacilos \| Viejo \| Amaro e Isabel \| Diego Muñoz y Adriana Vacarezza \| \| Camilo Sesto \| Fresa salvaje \| Soraya \| Mariana Loyola \| \| Carlos Ponce \| Jabón \| Amaro e Isabel \| Diego Muñoz y Adriana Vacarezza \| \| Claudio Baglioni \| A modo mío \| Ángel \| Héctor Noguera \| \| Coni Lewin \| Quiero tanto \| Antonio y Madonna \| Pablo Díaz y Lorena Capetillo \| \| Donato Poveda \| Bohemio enamorado \| Fanor \| Alejandro Castillo \| \| Eros Ramazzotti \| Una emoción para siempre \| Amaro e Isabel \| Diego Muñoz y Adriana Vacarezza \| \| Francisco Céspedes \| Te soñé lluvia de abril \| Alonso y Sonia \| Cristian Campos y Carolina Arregui \| \| Franco De Vita \| Como decirte no \| Alonso y Sonia \| Cristian Campos y Carolina Arregui \| \| Juanes \| Es por ti \| Benjamín y Mónica \| Juan Pablo Bastidas y María José Prieto \| \| Juanes \| Un día normal \| Amaro y Manuela \| Diego Muñoz y Macarena Teke \| \| La Pe \| Homicida del amor \| Armando y Consuelo \| Rodrigo Bastidas y Viviana Rodríguez \| \| Mai \| Shap! \| Kiara \| Carolina Varleta \| \| Mambrú \| A veces \| Alex \| Jorge Zabaleta \| \| Maná \| Eres mi religión \| Adán y Fernanda \| Gonzalo Valenzuela y María Elena Swett \| \| Marina Club \| Dime dónde \| Kiara y Chino \| Carolina Varleta y Óscar Garcés \| \| Marta Sánchez \| Sigo intentando \| Isabel \| Adriana Vacarezza \| \| Miguel Bosé \| El hijo del Capitán Trueno \| Ariel \| Felipe Braun \| \| Natalia Oreiro \| Que digan lo que quieran \| Belén \| Íngrid Cruz \| \| No Te Va Gustar \| Te voy a llevar \| Alex \| Jorge Zabaleta \| \| Organización X \| Morena candente \| Soraya \| Mariana Loyola \| \| Patricia Manterola \| Bandidos \| Alex y Mónica \| Jorge Zabaleta y María José Prieto \| \| Patricia Manterola \| Quiero que quieras volver \| Armando y Pilar \| Rodrigo Bastidas y Berta Lasala \| \| Paulina Rubio \| Todo mi amor \| Úrsula \| Aranzazú Yankovic \| \| Pilar Montenegro \| Quitame ese hombre \| Mónica \| María José Prieto \| \| Ricardo Montaner \| Si tuviera que elegir \| Alonso y Sonia \| Cristian Campos y Carolina Arregui \| \| Sandy & Junior \| El amor no fallará \| Antonio y Madonna \| Pablo Díaz y Lorena Capetillo \| \| Soraya \| Casi \| Alicia y Raimundo \| Elvira López y Remigio Remedy \| \| Vicentico \| Se despierta la ciudad \| Belén \| Íngrid Cruz \| \| Yerko Triviño \| Bugle Buddy \| Alex \| Jorge Zabaleta \| \| Natalino \| Desde que te vi \| Adán y Fernanda \| Gonzalo Valenzuela y María Elena Swett \| | Disco recopilatorio "Machos" 1. Víctor Flores - Machos 2. Miguel Bosé - El hijo del Capitán Trueno 3. Bacilos - Viejo 4. No Te Va Gustar - Te voy a llevar 5. Mambrú - A veces 6. Franco De Vita - Como decirte que no 7. Carlos Ponce - Jabón 8. Donato Poveda - Bohemio enamorado 9. Tropiflaite - Te vas a acordar de mi 10. Ricardo Montaner - Si tuviera que elegir 11. Claudio Baglioni - A modo mío 12. Yerko Triviño - Bugle buddy Disco recopilatorio "Machos II" 1. Ricardo Montaner - Que ganas 2. Bacilos - Solo un segundo 3. La Pé - Homicida de amor 4. Raúl Di Blasio y Michael Bolton - El día que me quieras 5. Patricia Manterola - Quiero que quieras volver 6. Coni Lewin - Te quiero tanto 7. Polemika Miró - Soñando melancolías 8. Miguel Bosé - Puede que 9. Francisco Céspedes - Te soñé lluvia de abril 10. Julio Iglesias Jr. - Déjame volar Disco recopilatorio "Machos" (ed. española) 1. Víctor Flores - Machos 2. Olga Tañón - Cuando tú no estás 3. Frankie Negrón - Comerte a besos 4. Bacilos - Viejo 5. Angélica - Todo anda bien 6. Natalino - Desde que te vi 7. Ricardo Montaner - Si tuviera que elegir 8. Tito Nieves - Dime que sí 9. Amparo Sandino - Gózate la vida 10. Moneda Dura - La buena onda 11. Yerko Triviño - Y te me escapas 12. Katherine Muñoz - Dulce 13. Benny Ibarra - Cielo 14. Christian Meier - Nadie como tú 15. Katherine Muñoz - Yo me quiero enamorar 16. Yerko Triviño - Buggle buddy 17. Sergio Ruiz de Gamboa - Aperrado 18. Víctor Flores - Machos (Xtd Enredo remix) 19. Víctor Flores - Machos (Dub Enredo remix) |                    |                                         |
| Intérprete | Tema | Personaje(s)       | Actor(es)                               |
| Alexandre Pires | Aquí nada es igual | Armando y Consuelo | Rodrigo Bastidas y Viviana Rodríguez    |
| Alexandre Pires | Ámame | Adán y Fernanda    | Gonzalo Valenzuela y María Elena Swett  |
| Bacilos | Viejo | Amaro e Isabel     | Diego Muñoz y Adriana Vacarezza         |
| Camilo Sesto | Fresa salvaje | Soraya             | Mariana Loyola                          |
| Carlos Ponce | Jabón | Amaro e Isabel     | Diego Muñoz y Adriana Vacarezza         |
| Claudio Baglioni | A modo mío | Ángel              | Héctor Noguera                          |
| Coni Lewin | Quiero tanto | Antonio y Madonna  | Pablo Díaz y Lorena Capetillo           |
| Donato Poveda | Bohemio enamorado | Fanor              | Alejandro Castillo                      |
| Eros Ramazzotti | Una emoción para siempre | Amaro e Isabel     | Diego Muñoz y Adriana Vacarezza         |
| Francisco Céspedes | Te soñé lluvia de abril | Alonso y Sonia     | Cristian Campos y Carolina Arregui      |
| Franco De Vita | Como decirte no | Alonso y Sonia     | Cristian Campos y Carolina Arregui      |
| Juanes | Es por ti | Benjamín y Mónica  | Juan Pablo Bastidas y María José Prieto |
| Juanes | Un día normal | Amaro y Manuela    | Diego Muñoz y Macarena Teke             |
| La Pe | Homicida del amor | Armando y Consuelo | Rodrigo Bastidas y Viviana Rodríguez    |
| Mai | Shap! | Kiara              | Carolina Varleta                        |
| Mambrú | A veces | Alex               | Jorge Zabaleta                          |
| Maná | Eres mi religión | Adán y Fernanda    | Gonzalo Valenzuela y María Elena Swett  |
| Marina Club | Dime dónde | Kiara y Chino      | Carolina Varleta y Óscar Garcés         |
| Marta Sánchez | Sigo intentando | Isabel             | Adriana Vacarezza                       |
| Miguel Bosé | El hijo del Capitán Trueno | Ariel              | Felipe Braun                            |
| Natalia Oreiro | Que digan lo que quieran | Belén              | Íngrid Cruz                             |
| No Te Va Gustar | Te voy a llevar | Alex               | Jorge Zabaleta                          |
| Organización X | Morena candente | Soraya             | Mariana Loyola                          |
| Patricia Manterola | Bandidos | Alex y Mónica      | Jorge Zabaleta y María José Prieto      |
| Patricia Manterola | Quiero que quieras volver | Armando y Pilar    | Rodrigo Bastidas y Berta Lasala         |
| Paulina Rubio | Todo mi amor | Úrsula             | Aranzazú Yankovic                       |
| Pilar Montenegro | Quitame ese hombre | Mónica             | María José Prieto                       |
| Ricardo Montaner | Si tuviera que elegir | Alonso y Sonia     | Cristian Campos y Carolina Arregui      |
| Sandy & Junior | El amor no fallará | Antonio y Madonna  | Pablo Díaz y Lorena Capetillo           |
| Soraya | Casi | Alicia y Raimundo  | Elvira López y Remigio Remedy           |
| Vicentico | Se despierta la ciudad | Belén              | Íngrid Cruz                             |
| Yerko Triviño | Bugle Buddy | Alex               | Jorge Zabaleta                          |
| Natalino | Desde que te vi | Adán y Fernanda    | Gonzalo Valenzuela y María Elena Swett  |

## Versiones
- Machos (2005), una producción de TV Azteca, fue protagonizada por Iliana Fox y Rodrigo Cachero.